# Choe Ung-chon
Choe Ung-chon (최웅촌?, 崔雄展?; 15 maggio 1982) è un ex calciatore nordcoreano, di ruolo attaccante.